# Plagiozephalie

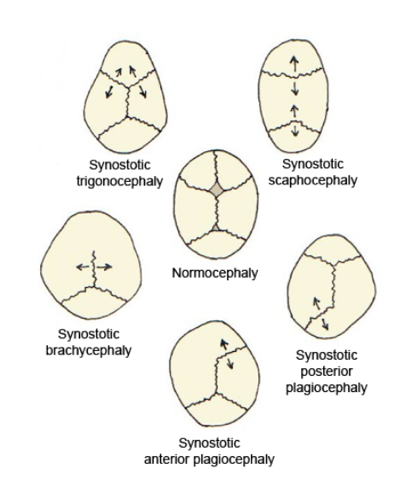
Verschiedene Schädelverformungen; Plagiozephalie ganz unten und unten rechts

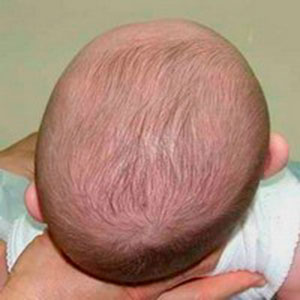
Plagiozephalie

Eine Plagiozephalie ist eine asymmetrische Abflachung des Hinterkopfes. Im Gegensatz zur Brachyzephalie ist das Verhältnis Länge zu Breite des Schädels nicht verändert.
Eine angeborene Plagiozephalie kann durch eine ungünstige Lage im Mutterleib verursacht sein; tritt sie aufgrund eines vorzeitigen einseitigen Nahtverschlusses auf, spricht man auch von Kraniosynostose. Dabei handelt es sich häufig um die Lambdanaht oder um eine Koronarnaht.
Längeres Liegen der Säuglinge auf dem Hinterkopf kann die Schädelform beeinflussen und zur Plagiozephalie führen.
Das Gehirn wird durch die Form der Schädelkalotte nicht beeinflusst.
Im Zusammenhang mit vorzeitigem Nahtverschluss kann es auch zu Gesichtsasymmetrien kommen.

## Behandlungen
Die von Ärzten empfohlene Rückenlage bei Säuglingen führt zu einem deutlichen Rückgang des plötzlichen Kindstodes. Diese Maßnahme begünstigt jedoch auch eine lagerungsbedingte Kopfverformung. Üblicherweise werden zur Behandlung Lagerungskissen, Seitenlagerungsschienen oder in ausgeprägten Formen eine Helmtherapie empfohlen.
- Helmtherapie: Im Falle einer nichtsynostotischen Ursache ist diese Therapiemethode üblich. Im Normalfall wird für die Dauer von zwei Monaten ein Helm zur Korrektur der Deformität empfohlen, der vom zu behandelnden Baby 23 Stunden am Tag getragen werden sollte, um eine optimale Wirkung zu erzielen.
- Lagerungskissen: Bei einer leichten lagebedingten Verformung des Schädels wird oft empfohlen, ein spezielles Babykopfkissen[4] (Lochkissen) für die Lagerung im Schlaf zu verwenden. Diese Kopfkissen besitzen eine Kopfmulde die den Schädel des Babys, während des Schlafes in Rückenlage, stabilisiert. Ziel ist es, ein bereits abgeflachtes Hinterhaupt zu entlasten. In den ersten Lebenswochen kann neben einer klassischen Wechsellagerung mittels Handtuchrollen so ein Spezialkissen hilfreich sein. Oft wird bei dieser Lagerung beobachtet, dass Säuglinge mit einer „Schokoladenseite“ ihren Kopf dennoch auf die betroffene flache Stelle drehen – die Einnahme einer Vorzugshaltung kann so nicht effektiv verhindert werden. Rein physikalisch gesehen wird eine schon abgeflachte Hinterhauptseite auch nicht wirklich entlastet, die Mulde im Kissen vergrößert lediglich die Auflagefläche für den schon abgeflachten Hinterkopf des Babys. Dadurch wird eine fortschreitende Schädeldeformität (Plagiocephalus und Brachycephalus) günstigstenfalls verlangsamt, aber nicht korrigiert.[5]
- Seitenlagerungsschiene: Um Kopfverformungen auch bei Babys im ersten Lebensjahr oder in ausgeprägterer Asymmetrie effektiv zu korrigieren, kann mittels einer Seitenlagerungsschiene die prominente Hinterhauptseite belastet und die abgeflachte Kopfseite konsequent entlastet werden. Der Säugling wird während des Schlafs in Seitenlage stabilisiert, wodurch auch das Drehen in die risikobehaftete Bauchlage verhindert wird.